# Avadhesh Narayan Singh
Avadhesh Narayan Singh (* 1901 in Benares; † 10. Juli 1954 ebenda) war ein indischer Mathematikhistoriker und Mathematiker.
Singh erhielt 1924 einen Master-Abschluss der Banaras Hindu University seiner Heimatstadt (Varanasi hieß damals Banaras oder Benares), wo er ein Schüler von Ganesh Prasad war, und wurde 1929 an der University of Calcutta in Mathematik promoviert (Dissertation: Derivation and Non-Differentiable Functions). Danach war er an der Lucknow University, wo er 1940 Reader  und 1943 Professor wurde. Dort eröffnete er eine Abteilung Hindu-Mathematik. Er belebte auch die fast eingegangene Banaras Mathematical Society unter dem Namen Bharata Ganita Parisad neu.
In den 1930er Jahren schrieb er mit Bibhutibhushan Datta eine Geschichte der indischen Mathematik, die ein Standardwerk wurde. 
Als Mathematiker befasste er sich mit nicht-differenzierbaren Funktionen (ein Beispiel für eine überall nicht-differenzierbare Funktion ist die Weierstraß-Funktion).

## Schriften
- The Theory and Construction of Non-Differentiable Functions, 1935
- mit B. Datta: History of indian mathematics. A source book, 2 Bände, Lahore (Motilal Banarsidass) 1935 (online bei archive.org), 1938, Reprint Asia Publishing House 1962 in einem Band
  - Band 3 wurde von Kripa Shankar Shukla herausgegeben in mehreren Aufsätzen im Indian J. History Science (Band 5, 1980 bis Band 28, 1993),  Indian Geometry, Indian Journal of the History of Science, Band 15, 1980, S. 21–187, Indian Trigonometry, Indian Journal of the History of Science, Band 18, 1983, S. 39–108